# 2-я Маевицкая лёгкая пехотная бригада
2-я Маевицкая лёгкая пехотная бригада (серб. Друга мајевичка лака пешадијска бригада) — легкопехотная бригада Армии Республики Сербской, участвовавшая в Югославских войнах..

## История
Бригада основана 22 мая 1992 года как правопреемница 92-й моторизованной бригады ЮНА. 15 мая в Тузле под обстрел попала и была полностью уничтожена 22-я бригада. Выжившие бойцы сумели покинуть район Тузлы и образовать новую бригаду: личный состав пополнили добровольцы из Прибоя, Растошницы, Пожарницы и других сербских деревень в окрестностях Тузлы.
2-я Маевицкая бригада действовала на территориях Семберии и Посавины, обороняя сербские сёла в окрестностях Маевицы и местечко Столицы. Согласно председателю организации ветеранов Армии Республики Сербской Миломиру Савчичу, с этих позиций открывалась прямая дорога на Биелину и выход к реке Дрина, что было одной из ключевых целей командования АРБиГ в годы войны и тем самым повышало важность действий 2-й Маевицкой бригады. По словам председателя ветеранской организации общины Лопаре Ристо Савича, бригада справилась в годы войны со своей задачей, потеряв при этом 404 человека убитыми и 921 человека ранеными (лёгкие и тяжёлые ранения) за годы войны.
21 апреля 1993 года, на Пасху, солдаты 2-й Маевицкой бригады в местечке Бань-Брда подверглись нападению АРБиГ с направления Теочака (общины Калесия и Тузла). По словам подполковника Боривое Джокича, который командовал 1-м батальоном бригады, при отражении атаки погибли 33 человека, 32 были ранены, ещё 10 попали в плен к бошнякам. Батальон располагался на линии Бань-Брдо — окрестности Столице-на-Маевице. В память погибших солдатах был установлен памятник с именами павших.
В настоящее время община Лопаре выплачивает пособия 62 ученикам и студентам из семей погибших и раненых бойцов 2-й Маевицкой легкопехотной бригады. Тем не менее, многие ветераны бригады и родственники погибших и раненых возмущаются тем, что правительство Республики Сербской не выплачивает достаточные пенсии по инвалидности и не оказывает достаточную материальную поддержку семьям погибших и раненых.

## Некоторые военнослужащие
- Драган «Кае» Мркаич, один из командиров бригады, автор воспоминаний «И Маевица плакала в тот день» (серб. И Мајевица је плакала тог дана)[1].
- Желько Ристич, один из самых юных добровольцев бригады, погиб в 1992 году в возрасте 19 лет (осталась в живых его мать Ана)[1].
- Боривое Джокич, подполковник, бывший командир 1-го батальона 2-й Маевицкой легкопехотной бригады[2].
- Игорь Гиркин (Стрелков), боец русского добровольческого отряда; стрелок-тромблонщик разведывательной группы и наводчик 82-мм миномёта[4].